# Limonium dendroides
Limonium dendroides är en triftväxtart som beskrevs av Eric R.Svensson Sventenius. Limonium dendroides ingår i släktet rispar, och familjen triftväxter. Inga underarter finns listade i Catalogue of Life.

## Bildgalleri

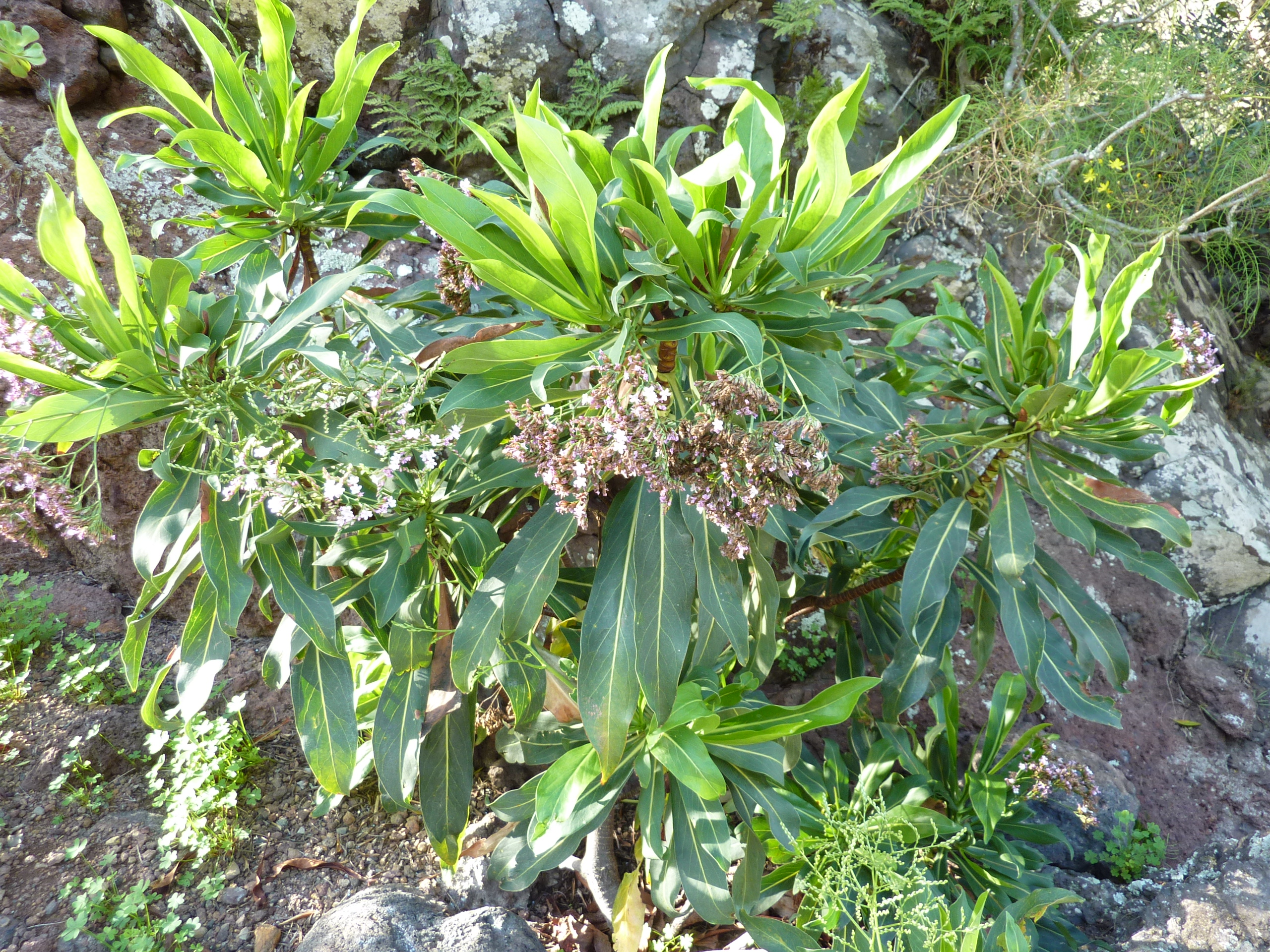
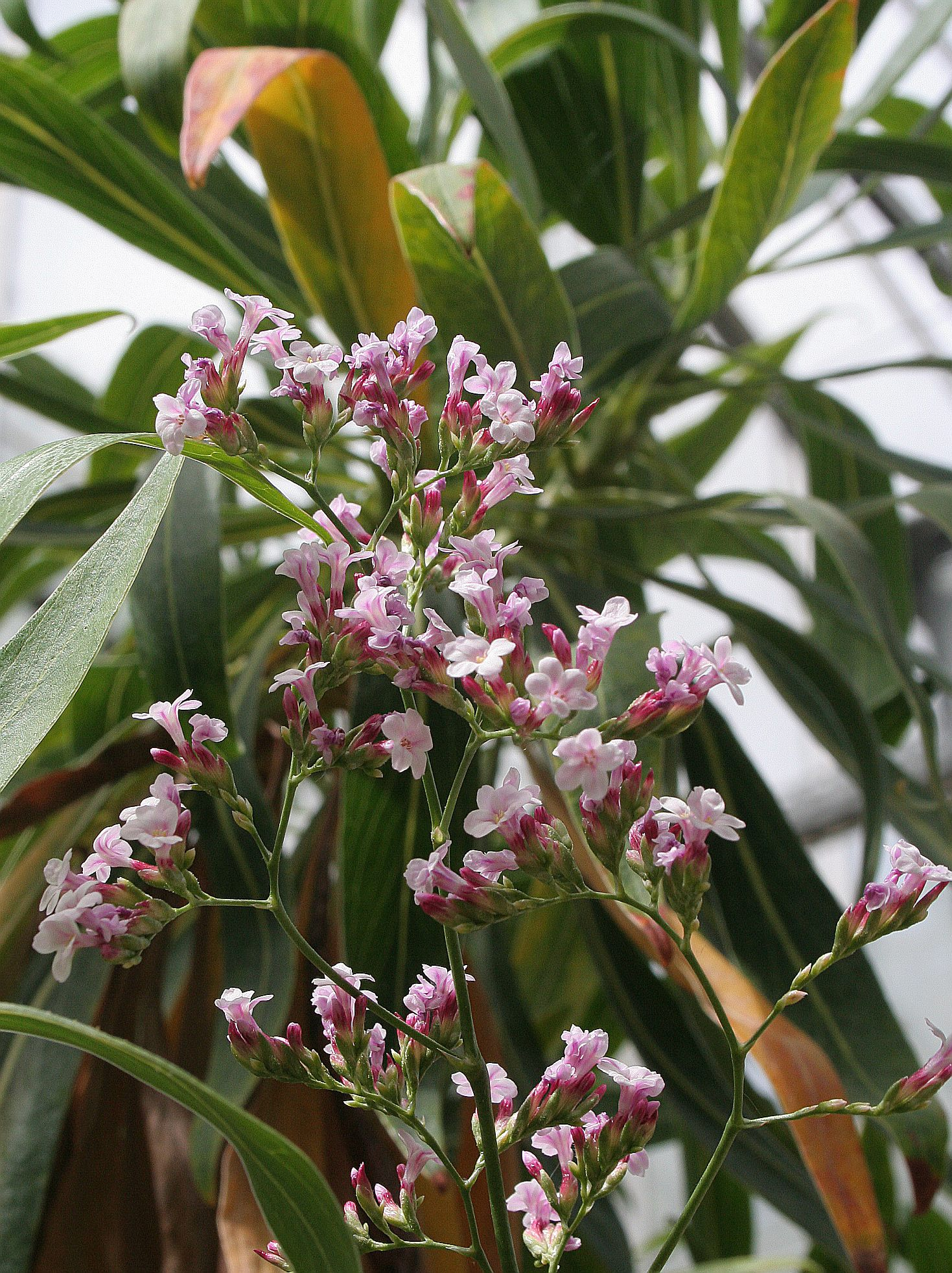
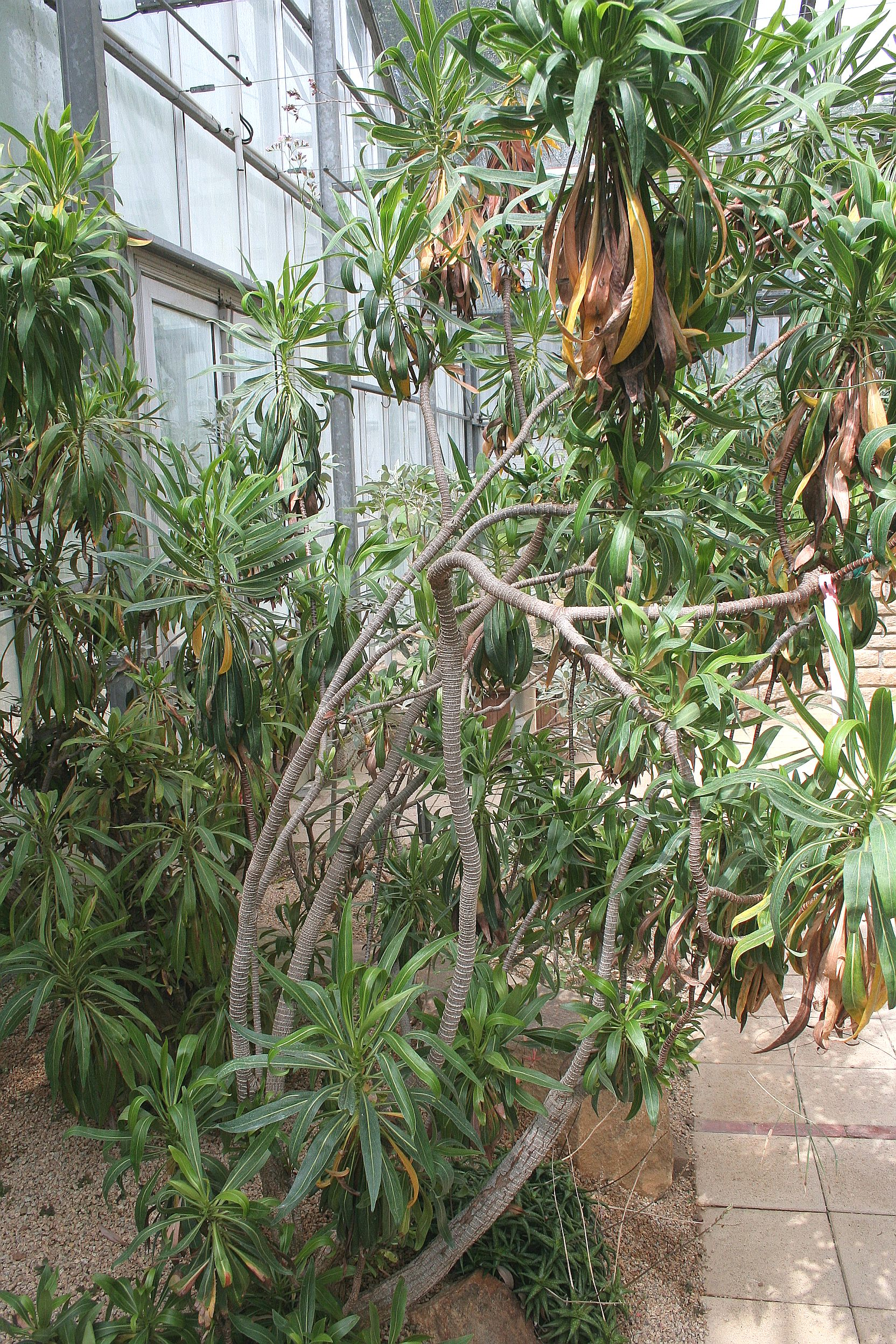
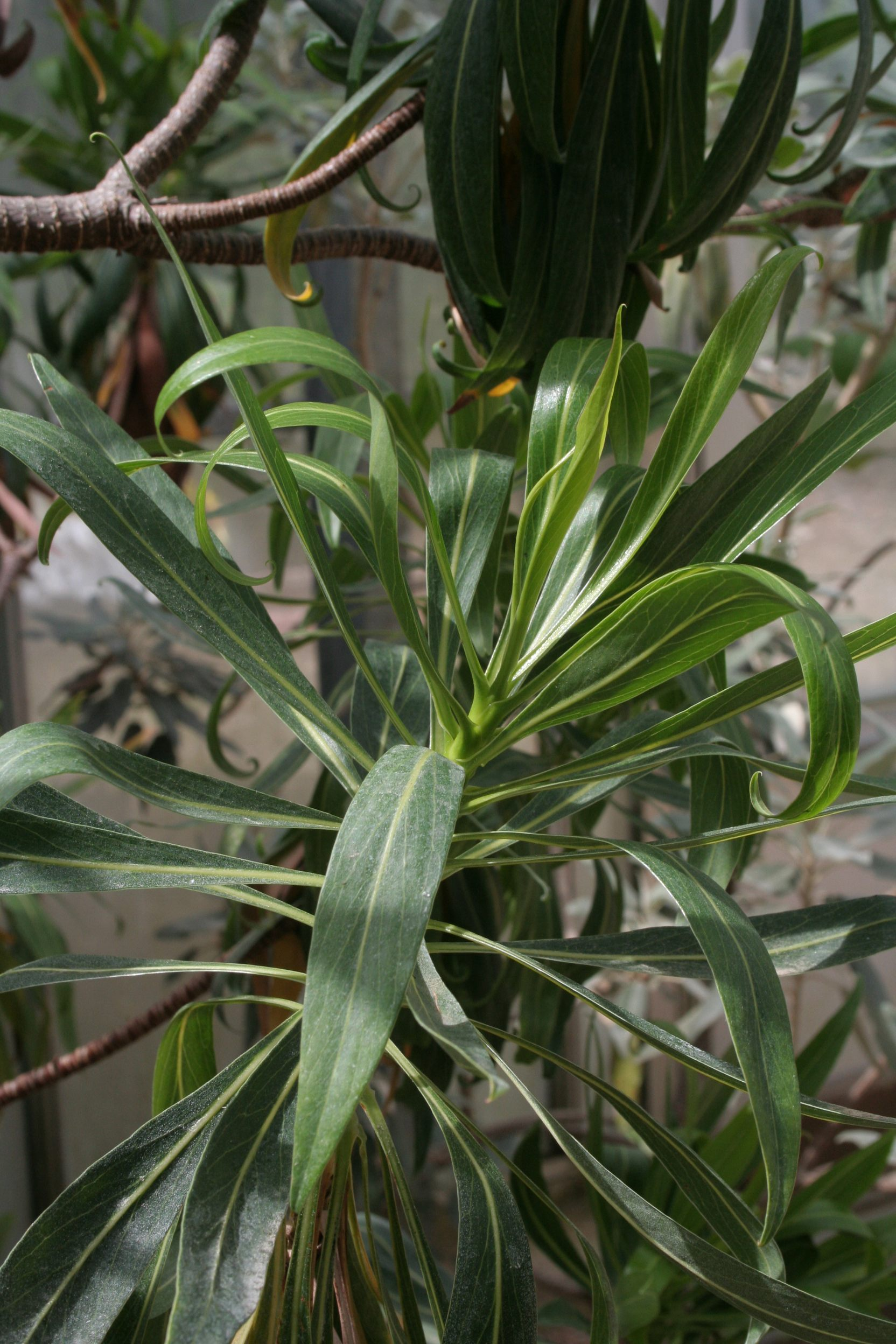
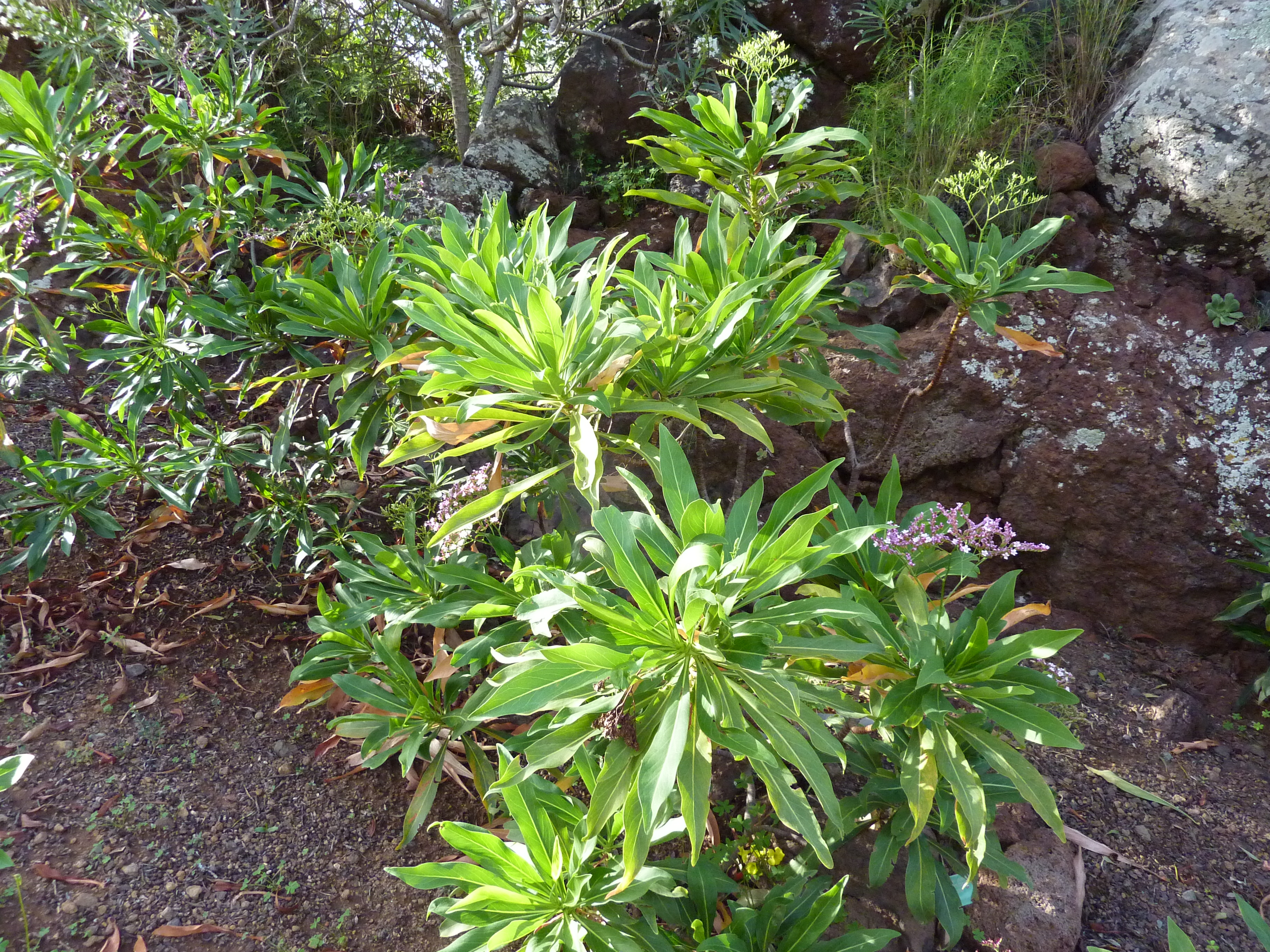
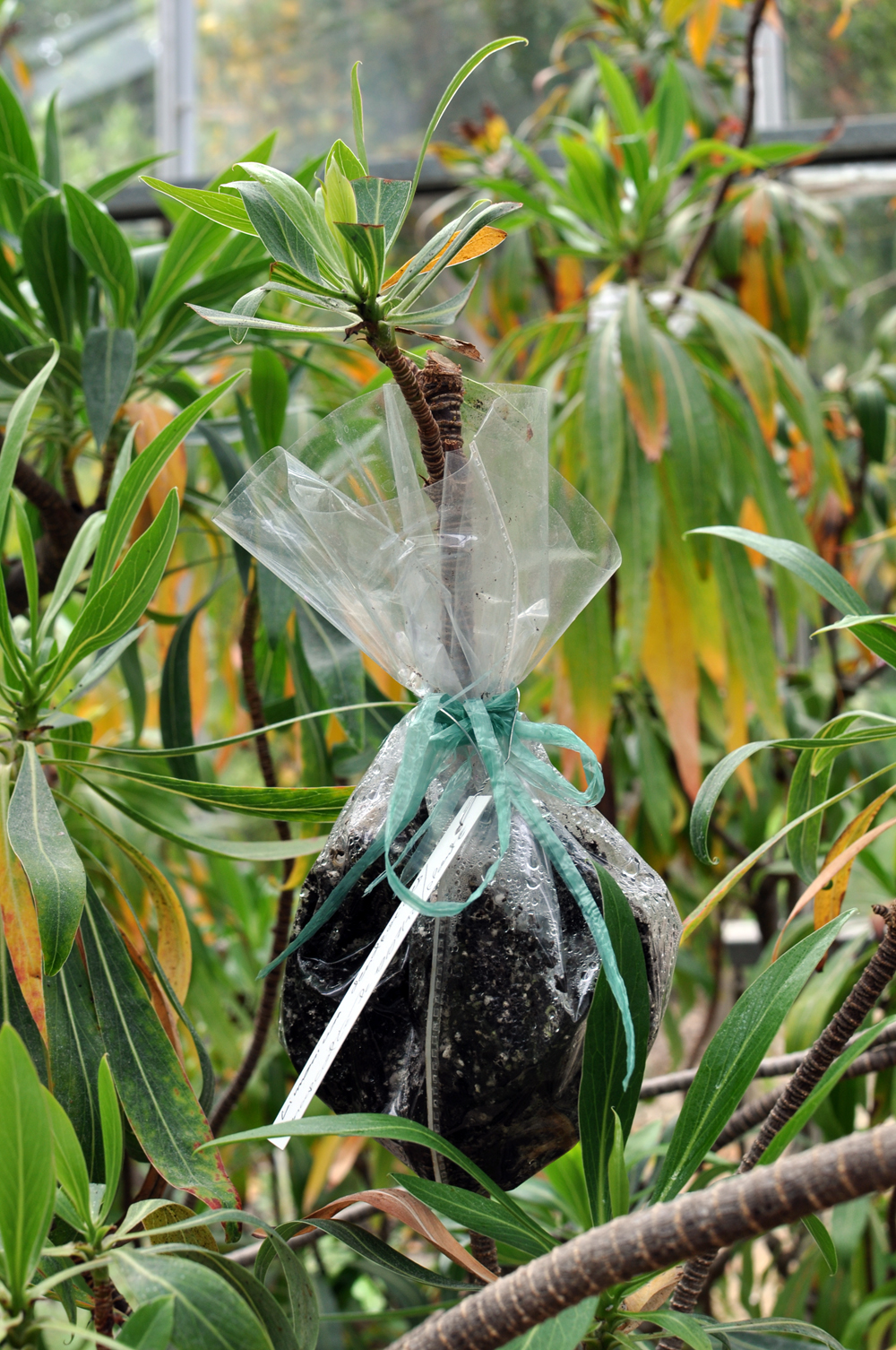